# Semnosoma valdiviae
Semnosoma valdiviae är en mångfotingart som först beskrevs av Chamberlin 1957.  Semnosoma valdiviae ingår i släktet Semnosoma och familjen Dalodesmidae. Inga underarter finns listade i Catalogue of Life.